# Bethel Township (Missouri)
Pour les articles homonymes, voir Bethel Township.
Bethel Township est un ancien township, situé dans le comté de Shelby, dans le Missouri, aux États-Unis,.
Le township est fondé dans les années 1840 et baptisé en référence au village de Bethel.

### Source de la traduction
- (en) Cet article est partiellement ou en totalité issu de l’article de Wikipédia en anglais intitulé « Bethel Township, Shelby County, Missouri » (voir la liste des auteurs).